# حذف کاندوم بدون توافق
برداشتن کاندوم بدون توافق (به انگلیسی: Non-consensual condom removal) یا stealthing به معنی مخفی‌کاری، عملی است که در آن یک مرد به‌طور پنهانی با درآوردن یا آسیب زدن به کاندوم در طی مقاربت جنسی، هنگامی که شریک جنسی وی تنها به داشتن رابطه جنسی محافظت شده از کاندوم موافقت کرده باشد، عمل می‌کند. چنین رفتاری ممکن است آزار جنسی یا تجاوز جنسی تلقی شود و نوعی اجبار به بارداری باشد. الکساندرا برودسکی در مقاله ای دربارهٔ استیلتینگ که در مجله جنسیت و قانون در کلمبیا منتشر شده‌است، تجربیات قربانیان، پیامدهای قانونی و راه‌های تبیین آن را معرفی کرده‌است. stealthing واژه ای است که حداقل از سال ۲۰۱۴ در جامعه همجنسگرا برای توصیف این عمل به کار رفته‌است.
برودسکی شرح می‌دهد که چگونه در مورد نحوه انجام استیلتینگ در وب سایتهای مختلف و تالارهای مختلف گفتگو بحث، توصیف و حمایت از شده‌است. این تالارها گاهی برای ادعای ارتکاب استیلتینگ و به اشتراک گذاری نکاتی دربارهٔ نحوه انجام آن استفاده شده‌است. این عمل همچنین به عنوان «تهدیدی برای بدن [یک قربانی] و به عنوان ضربه به شخصیت» توصیف شده‌است، و مردانی که این کار را انجام می‌دهند «اقدامات خود را به عنوان یک غریزه طبیعی مرد توجیه می‌کنند». سوزان گلدبرگ، استاد دانشکده حقوق کلمبیا می‌گوید که عمل استیلتینگ احتمالاً چیز جدیدی نیست، اما تبلیغ آن در اینترنت در بین مردان جدید است. راهنماهای نحوه انجام آن به برخی رسانه‌های اجتماعی مانند The Experience Project ارسال شده‌است.
از گفتگو در مورد کاندوم در روابط نوجوانان، غالباً به دلیل ترس زن از پاسخ شریک جنسی، احساس تعهد و عدم دانش و مهارت در مذاکره در مورد استفاده از کاندوم، توسط مردان ممانعت می‌شود. برای جلوگیری از آن، مهم است که مردان از مزایای کاندوم برای خود مطلع شوند.
آمار در مورد شیوع استیلتینگ محدود است. با این حال، یک مطالعه در سال ۲۰۱۴ توسط کلی کو دیویس و همکارانش گزارش دادند که ۹٪ از شرکت کنندگان جوان گزارش داده‌اند که مشغول خرابکاری کاندوم بوده‌اند، که شامل حذف بدون توافق کاندوم است. مرکز تلفن ملی آزار جنسی Hotline Assault Sexline National از تماس در مورد استیلتینگ خبر می‌دهد. یک مطالعه جدید در یک کلینیک بهداشت جنسی مستقر در ملبورن از زنان و مردانی که رابطه جنسی با مردان دارای رابطه جنسی با مردان (MSM) دارند در این کلینیک حضور داشتند، پرسیدند که آیا آنها دارای تجربه استیلتینگ هستند و عوامل موقعیتی مرتبط با این رویداد را مورد تجزیه و تحلیل قرار داده‌اند. سی و دو درصد از زنان و ۱۹٪ از MSM گزارش داده‌اند که تا به حال تجربه استیلتینگ داشته‌اند.
دو مطالعه دیگر اخیراً با نمونه‌هایی از ایالات متحده منتشر شد. در یک مطالعه مشخص شد تقریباً ۱۰٪ از مردان جوان مصرف کننده مشروبات الکلی گزارش داده‌اند که از سن ۱۴ سالگی بدون توافق مشغول برداشتن کاندوم بوده‌اند. مردانی که به این رفتار مشغول بودند، میزان بالاتری از تشخیص بیماری‌های آمیزشی و بارداریهای غیرمترقبه در شریک زندگی را نسبت به مردانی که استیلتینگ نمی‌کردند، گزارش دادند. در مطالعه دیگری از زنان بالغ جوان، ۱۲٪ گزارش داده‌اند که استیلتینگ را از طرف یک شریک مرد را تجربه کرده‌اند، در حالی که هیچ‌یک از شرکای جنسیشان گزارش نکردند که خود چنین کاری کرده‌اند.